# Norrent-Fontes
Norrent-Fontes (Nederlands: Norrem) is een gemeente in het Franse departement Pas-de-Calais (regio Hauts-de-France). De plaats maakt deel uit van het arrondissement Béthune. Norrent-Fontes telde op 1 januari 2022 1.372 inwoners.

## Geschiedenis
Het dorp had in een ver verleden een meer Vlaamsklinkende naam; in de 12e eeuw werd Norhem geschreven. In 1651 vluchtten de dorpsbewoners voor het Franse leger in de kerktoren. Maar de Fransen staken de kerk in brand en 142 mannen en vrouwen kwamen om het leven.

## Geografie
De oppervlakte van Norrent-Fontes bedroeg op 1 januari 2022 5,7 vierkante kilometer; de bevolkingsdichtheid was toen 240,7 inwoners per km².

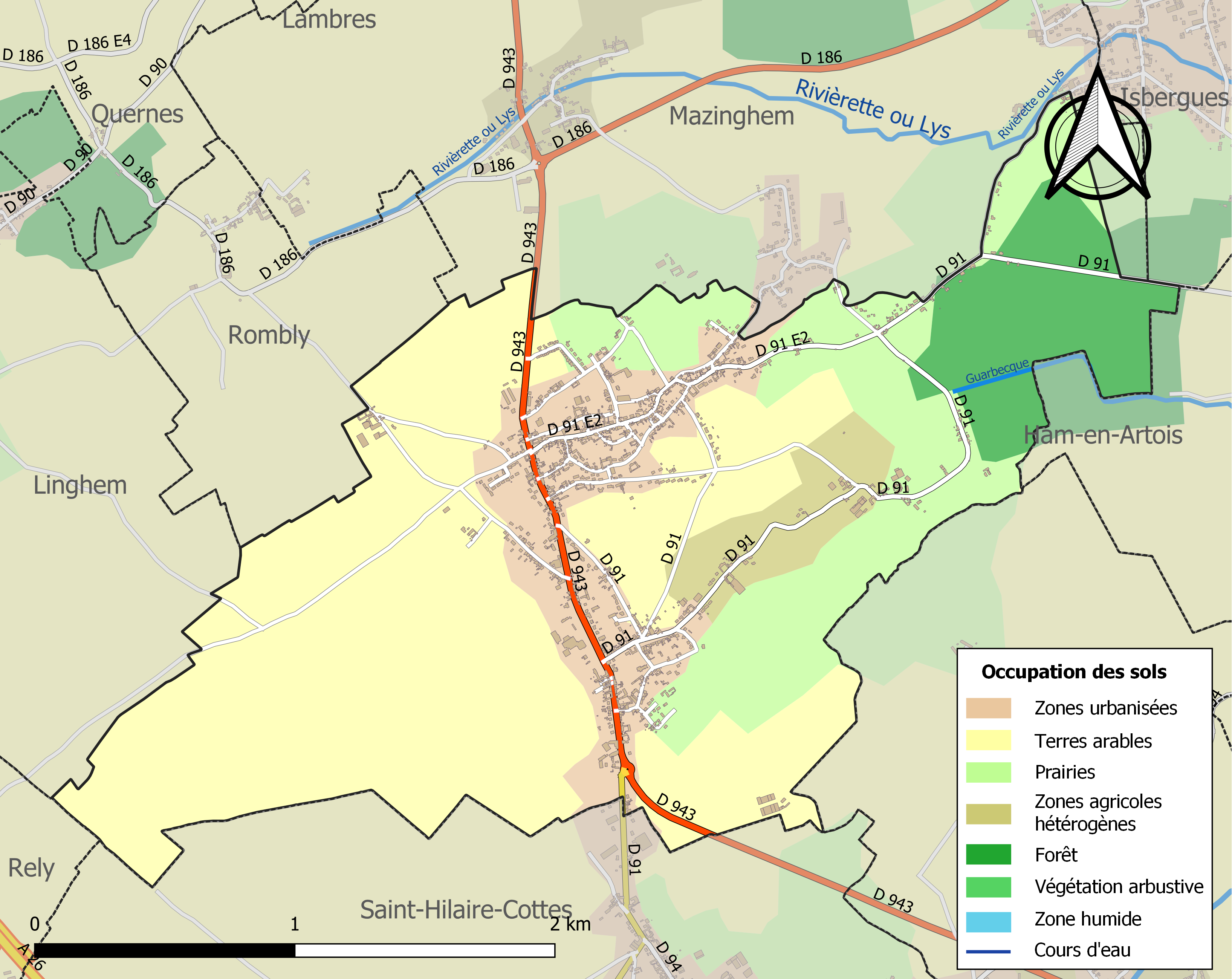
Kaart van de gemeente met belangrijkste infrastructuur, bodemgebruik en omliggende gemeenten

## Demografie
Onderstaande figuur toont het verloop van het inwonertal (bron: INSEE-tellingen).